# Skiatook
Skiatook è un comune degli Stati Uniti d'America, situato nello Stato dell'Oklahoma, nella contea di Tulsa e in parte nella contea di Osage.